# سيرجي باكولين
سيرجي فاسلييفتش باكولين (بالروسية: Серге́й Васильевич Бакулин) هو عداء مشي طويل روسي في اختصاص ال50 كلم ولد في يوم 13 نوفمبر 1986 في إنسار في روسيا، أبرز إنجازاته هو فوزه ببطولة العالم لألعاب القوى 2011 في دايغو في كوريا الجنوبية، وفي دورة الألعاب الأولمبية الصيفية 2016 في لندن تمكن من تحقيق المركز السادس، تورط بعد ذلك بفضيحة تناولة للمنشطات مما أدى إلى إيقافه من المشاركة في دورة الألعاب الأولمبية الصيفية 2016 في ريو دي جانيرو في البرازيل.

## روابط خارجية
- سيرجي باكولين على موقع الاتحاد الدولي لألعاب القوى (الإنجليزية)
- سيرجي باكولين على موقع أوليمبيديا (الإنجليزية)